# Arnaud Fourdin
Arnaud Fourdin, né le 15 octobre 1970 à Boulogne-sur-Mer, est un coureur de fond français spécialisé en course en montagne. Il est vice-champion d'Europe de course en montagne 1999 et double champion de France de course en montagne.

## Biographie
Habitant Le Touquet, Arnaud fait ses débuts en athlétisme sur piste ainsi qu'en cross-country. En 1991, il devient champion de France espoir du 5 000 m à Montgeron en courant 14 min 0 s 57.
Le 15 juin 1995, il devient père de Morgan Fourdin, son fils, qui devient sa plus grande fierté, mots qu’il a employé dans une interview quelques mois plus tard.   
Le 2 décembre 1995, il se classe 18e aux championnats d'Europe de cross-country à Alnwick.
Il découvre par la suite la discipline de course en montagne. Il effectue une excellente saison 1999. Le 20 mai, il remporte la victoire à la montée du Grand Ballon. victoire au Grand Ballon, Le 4 juillet, lors du Trophée européen de course en montagne à Bad Kleinkirchheim, il effectue une excellente course en collant aux talons du champion en titre Antonio Molinari. Ce dernier fait la différence dans la dernière montée mais Arnaud décroche la médaille d'argent avec seulement 17 secondes de retard. Il remporte également la médaille de bronze par équipes avec Sylvain Richard et Thierry Icart. Il devient champion de France de course en montagne le 15 août en remportant le Trophée Sylvain Cacciatore aux Arcs.
Le 11 juin 2000, il remporte son second titre national en remportant à nouveau la montée du Grand Ballon.
Il connaît son meilleur résultat au Trophée mondial de course en montagne en 2004 à Sauze d'Oulx où il termine douzième.
Il se met par la suite au trail. Il termine quatrième du Trail de la Côte d'Opale 2008 et également quatrième au trail de 56 km de l'Ultra Marin Raid Golfe du Morbihan 2009.

## Palmarès

### Course en montagne
| no  | masculin          | Course                                       | Longueur | Départ         | Temps           |
| --- | ----------------- | -------------------------------------------- | -------- | -------------- | --------------- |
| 1re | Médaille d'or     | Montée du Grand Ballon                       | 16 km    | 20 mai 1999    | 1 h 2 min 40 s  |
| 2e  | Médaille d'argent | Trophée européen de course en montagne       | 10,3 km  | 4 juillet 1999 | 52 min 34 s     |
| 1re | Médaille d'or     | Championnats de France de course en montagne | 16 km    | 15 août 1999   | 1 h 10 min 8 s  |
| 1re | Médaille d'or     | Championnats de France de course en montagne | 13,2 km  | 11 juin 2000   | 1 h 11 min 43 s |
| 2e  | Médaille d'argent | Montée du Salève                             | 12,3 km  | 15 mai 2005    | 1 h 6 min 26 s  |

### Route
| Année | Compétition               | Lieu      | Place | Épreuve       | Temps          |
| ----- | ------------------------- | --------- | ----- | ------------- | -------------- |
| 2005  | Semi-marathon d'Annemasse | Annemasse | 2e    | Semi-marathon | 1 h 6 min 26 s |

## Records
| Épreuve       | Performance    | Date         | Lieu       |
| ------------- | -------------- | ------------ | ---------- |
| 5 000 mètres  | 13 min 50 s 25 | 28 juin 1992 | Narbonne   |
| 10 kilomètres | 29 min 4 s     | 29 août 1992 | Arras      |
| 20 kilomètres | 1 h 2 min 40 s | 22 août 1998 | Le Touquet |
| Semi-marathon | 1 h 6 min 26 s | 15 mai 2005  | Annemasse  |